# Михайловская Слобода
Михайловская Слобода — село в Раменском городском округе Московской области, входит в Чулковское сельское поселение. Население — 442 чел. (2010).

## География
Село Михайловская Слобода расположено в 9,3 км от города Раменское, в западно-юго-западном направлении. Относится к сельскому поселению Чулковское. На северо-западе к селу примыкает д. Кулаково, на западе д. Чулково, на юго-востоке д. Дурниха. Ближайшие крупные населенные пункты: п. Тельмана (3 км на северо-запад), г. Жуковский (4 км на север), с. Новое (6 км на восток). Рядом находятся: п. РАОС (2 км на юг), с. Еганово (3 км на запад), деревни Шилово (3 км на юго-восток), Ивановка (4 км на юго-восток), Каменное Тяжино (4 км на запад). Высота над уровнем моря 130 м. Координаты: 55°32΄46˝С.Ш. 38°5΄4˝В.Д.. На территории села расположено озеро Городное.

## История
Территория нынешнего села Михайловская Слобода заселена с глубокой древности: в окрестностях примыкающей к селу с юго-востока деревни Дурниха археологами были обнаружены следы поселения племён доисторической фатьяновской культуры, а в 1968 году рядом с селом были исследованы средневековые курганы вятичей.
Первые сведения о самом нынешнем селе относятся к началу XVII века. В дозорной книге в 1627 году упоминается село Лужки с деревянной церковью Архангела Михаила «что в Лужках» как центр Лужецкого стана. В 1635 году уже упоминается село Михайловское «что в Лужках», принадлежавшее Георгиевскому женскому монастырю, с деревянной церковью клетского типа, церковным двором, монастырским двором и более чем тридцатью крестьянскими и бобыльскими дворами. По соседству располагалось маленькое поселение посадских людей — Слободка. Со временем село и слободка слились воедино и в 1760 году уже упоминается село Михайловская Слобода. 
Вместо сгоревшего в 1679 году деревянного храма на территории, принадлежавшей монастырю, в 1687-1689 годах был построен кирпичный храм Михаила Архангела. Георгиевский монастырь был родовым монастырём Романовых, и церковь была освящена во имя Михаила Архангела — небесного покровителя Михаила Фёдоровича Романова, первого царя из династии Романовых.
После  раскола Русской церкви в XVII веке большинство жителей Михайловской Слободы и окрестных деревень остались приверженцами старого церковного обряда. После учреждения в 1800 году единоверия среди местных жителей возникло движение за воссоединение с Церковью при условии сохранения старых обрядов. Митрополит Платон (Левшин) устно благословил проведение в храме Михаила Архангела богослужений по старопечатным книгам, а формальное учреждение единоверия в Михайловской Слободе состоялось при его преемнике Августине (Виноградском) в 1817 году.
Во время Отечественной войны 1812 года в Михайловской Слободе располагался лазарет для русских солдат, а крестьяне села отличились в партизанских действиях против наполеоновских войск. В 1840-х гг. в селе было открыто училище. В 1899 году Михайловская Слобода была большим единоверческим селом, имевшим до двух тысяч жителей, значительная часть которых зимой занималась выделкой жерновов. Вместе с единоверцами в приходе Михайловской Слободы также проживали старообрядцы-поповцы.
В 1942 году колхоз в селе Михайловская Слобода был колхозом-миллионером и располагал 732 га пахотной земли. В 1930-х годах храм Михаила Архангела закрыли, с него были сняты колокола. 
В 1941 году храм был снова открыт. Повторно закрытый в 1961 году, храм был окончательно возвращён Церкви в 1989 году, когда в приход перешли прихожане Никольской единоверческой церкви Рогожской слободы. 

## Население
| 1926 | 2002 | 2010 |
| ---- | ---- | ---- |
| 1228 | ↘201 | ↗442 |

### Историческая численность населения
В 1635 году в селе насчитывалось 30 дворов, в 1646 году — 48 дворов, в 1678 году — 89 дворов, в 1700-х годах — 86 дворов, в 1760-х годах — 98 дворов, в 1878 году — 223 двора, в 1912 году — 200 домов, в 1924 году — 250 домов, в 1993 году — 173 дома.

## Персоналии
Ряд уроженцев и жителей села Михайловская Слобода, работники сельского хозяйства, были удостоены звания Героя Социалистического Труда: В. М. Юскин, А. М. Ананьева, А. Х. Букотина, А. Н. Платонова, А. П. Паршина. В числе прихожан храма Михаила Архангела — философ и политолог А. Г. Дугин, поэт и правовед В. И. Карпец (1954-2017), журналист и политолог Д. А. Дугина (1992-2022).

## Инфраструктура
В селе расположены завод железобетонных изделий, строительный магазин, магазин сельскохозяйственной техники, питомник растений, складской комплекс, универсальный магазин, бар, платная рыбалка, два кладбища, а также личные подсобные хозяйства с зоной сельскохозяйственного использования и индивидуальная застройка усадебного типа.

## Транспорт
Через село проходит федеральная трасса М5 «Урал». Остановка общественного транспорта «Михайловская Слобода».